# 1365
Portal Geschichte | Portal Biografien | Aktuelle Ereignisse | Jahreskalender | Tagesartikel

◄ |
13. Jahrhundert |
14. Jahrhundert
| 15. Jahrhundert | ►

◄ |
1330er |
1340er |
1350er |
1360er
| 1370er | 1380er | 1390er | ►

◄◄ |
◄ |
1361 |
1362 |
1363 |
1364 |
1365
| 1366 | 1367 | 1368 | 1369 | ► | ►►
Staatsoberhäupter  · Nekrolog
| Januar | Januar | Januar | Januar | Januar | Januar | Januar | Januar |
| Kw     | Mo     | Di     | Mi     | Do     | Fr     | Sa     | So     |
| ------ | ------ | ------ | ------ | ------ | ------ | ------ | ------ |
| 1      |        |        | 1      | 2      | 3      | 4      | 5      |
| 2      | 6      | 7      | 8      | 9      | 10     | 11     | 12     |
| 3      | 13     | 14     | 15     | 16     | 17     | 18     | 19     |
| 4      | 20     | 21     | 22     | 23     | 24     | 25     | 26     |
| 5      | 27     | 28     | 29     | 30     | 31     |        |        |

| Februar | Februar | Februar | Februar | Februar | Februar | Februar | Februar |
| Kw      | Mo      | Di      | Mi      | Do      | Fr      | Sa      | So      |
| ------- | ------- | ------- | ------- | ------- | ------- | ------- | ------- |
| 5       |         |         |         |         |         | 1       | 2       |
| 6       | 3       | 4       | 5       | 6       | 7       | 8       | 9       |
| 7       | 10      | 11      | 12      | 13      | 14      | 15      | 16      |
| 8       | 17      | 18      | 19      | 20      | 21      | 22      | 23      |
| 9       | 24      | 25      | 26      | 27      | 28      |         |         |

| März | März | März | März | März | März | März | März |
| Kw   | Mo   | Di   | Mi   | Do   | Fr   | Sa   | So   |
| ---- | ---- | ---- | ---- | ---- | ---- | ---- | ---- |
| 9    |      |      |      |      |      | 1    | 2    |
| 10   | 3    | 4    | 5    | 6    | 7    | 8    | 9    |
| 11   | 10   | 11   | 12   | 13   | 14   | 15   | 16   |
| 12   | 17   | 18   | 19   | 20   | 21   | 22   | 23   |
| 1    | 24   | 25   | 26   | 27   | 28   | 29   | 30   |
| 14   | 31   |      |      |      |      |      |      |

| April | April | April | April | April | April | April | April |
| Kw    | Mo    | Di    | Mi    | Do    | Fr    | Sa    | So    |
| ----- | ----- | ----- | ----- | ----- | ----- | ----- | ----- |
| 14    |       | 1     | 2     | 3     | 4     | 5     | 6     |
| 15    | 7     | 8     | 9     | 10    | 11    | 12    | 13    |
| 16    | 14    | 15    | 16    | 17    | 18    | 19    | 20    |
| 17    | 21    | 22    | 23    | 24    | 25    | 26    | 27    |
| 18    | 28    | 29    | 30    |       |       |       |       |

| Mai | Mai | Mai | Mai | Mai | Mai | Mai | Mai |
| Kw  | Mo  | Di  | Mi  | Do  | Fr  | Sa  | So  |
| --- | --- | --- | --- | --- | --- | --- | --- |
| 18  |     |     |     | 1   | 2   | 3   | 4   |
| 19  | 5   | 6   | 7   | 8   | 9   | 10  | 11  |
| 20  | 12  | 13  | 14  | 15  | 16  | 17  | 18  |
| 21  | 19  | 20  | 21  | 22  | 23  | 24  | 25  |
| 22  | 26  | 27  | 28  | 29  | 30  | 31  |     |

| Juni | Juni | Juni | Juni | Juni | Juni | Juni | Juni |
| Kw   | Mo   | Di   | Mi   | Do   | Fr   | Sa   | So   |
| ---- | ---- | ---- | ---- | ---- | ---- | ---- | ---- |
| 22   |      |      |      |      |      |      | 1    |
| 23   | 2    | 3    | 4    | 5    | 6    | 7    | 8    |
| 24   | 9    | 10   | 11   | 12   | 13   | 14   | 15   |
| 25   | 16   | 17   | 18   | 19   | 20   | 21   | 22   |
| 26   | 23   | 24   | 25   | 26   | 27   | 28   | 29   |
| 27   | 30   |      |      |      |      |      |      |

| Juli | Juli | Juli | Juli | Juli | Juli | Juli | Juli |
| Kw   | Mo   | Di   | Mi   | Do   | Fr   | Sa   | So   |
| ---- | ---- | ---- | ---- | ---- | ---- | ---- | ---- |
| 27   |      | 1    | 2    | 3    | 4    | 5    | 6    |
| 2    | 7    | 8    | 9    | 10   | 11   | 12   | 13   |
| 29   | 14   | 15   | 16   | 17   | 18   | 19   | 20   |
| 30   | 21   | 22   | 23   | 24   | 25   | 26   | 27   |
| 31   | 28   | 29   | 30   | 31   |      |      |      |

| August | August | August | August | August | August | August | August |
| Kw     | Mo     | Di     | Mi     | Do     | Fr     | Sa     | So     |
| ------ | ------ | ------ | ------ | ------ | ------ | ------ | ------ |
| 31     |        |        |        |        | 1      | 2      | 3      |
| 32     | 4      | 5      | 6      | 7      | 8      | 9      | 10     |
| 33     | 11     | 12     | 13     | 14     | 15     | 16     | 17     |
| 34     | 18     | 19     | 20     | 21     | 22     | 23     | 24     |
| 35     | 25     | 26     | 27     | 28     | 29     | 30     | 31     |

| September | September | September | September | September | September | September | September |
| Kw        | Mo        | Di        | Mi        | Do        | Fr        | Sa        | So        |
| --------- | --------- | --------- | --------- | --------- | --------- | --------- | --------- |
| 36        | 1         | 2         | 3         | 4         | 5         | 6         | 7         |
| 37        | 8         | 9         | 10        | 11        | 12        | 13        | 14        |
| 38        | 15        | 16        | 17        | 18        | 19        | 20        | 21        |
| 39        | 22        | 23        | 24        | 25        | 26        | 27        | 28        |
| 40        | 29        | 30        |           |           |           |           |           |

| Oktober | Oktober | Oktober | Oktober | Oktober | Oktober | Oktober | Oktober |
| Kw      | Mo      | Di      | Mi      | Do      | Fr      | Sa      | So      |
| ------- | ------- | ------- | ------- | ------- | ------- | ------- | ------- |
| 40      |         |         | 1       | 2       | 3       | 4       | 5       |
| 41      | 6       | 7       | 8       | 9       | 10      | 11      | 12      |
| 42      | 13      | 14      | 15      | 16      | 17      | 18      | 19      |
| 43      | 20      | 21      | 22      | 23      | 24      | 25      | 26      |
| 44      | 27      | 28      | 29      | 30      | 31      |         |         |

| November | November | November | November | November | November | November | November |
| Kw       | Mo       | Di       | Mi       | Do       | Fr       | Sa       | So       |
| -------- | -------- | -------- | -------- | -------- | -------- | -------- | -------- |
| 44       |          |          |          |          |          | 1        | 2        |
| 45       | 3        | 4        | 5        | 6        | 7        | 8        | 9        |
| 46       | 10       | 11       | 12       | 13       | 14       | 15       | 16       |
| 47       | 17       | 18       | 19       | 20       | 21       | 22       | 23       |
| 48       | 24       | 25       | 26       | 27       | 28       | 29       | 30       |

| Dezember | Dezember | Dezember | Dezember | Dezember | Dezember | Dezember | Dezember |
| Kw       | Mo       | Di       | Mi       | Do       | Fr       | Sa       | So       |
| -------- | -------- | -------- | -------- | -------- | -------- | -------- | -------- |
| 49       | 1        | 2        | 3        | 4        | 5        | 6        | 7        |
| 50       | 8        | 9        | 10       | 11       | 12       | 13       | 14       |
| 51       | 15       | 16       | 17       | 18       | 19       | 20       | 21       |
| 52       | 22       | 23       | 24       | 25       | 26       | 27       | 28       |
| 1        | 29       | 30       | 31       |          |          |          |          |

| Januar | Januar | Januar | Januar | Januar | Januar | Januar | Januar |
| Kw     | Mo     | Di     | Mi     | Do     | Fr     | Sa     | So     |
| ------ | ------ | ------ | ------ | ------ | ------ | ------ | ------ |
| 1      |        |        | 1      | 2      | 3      | 4      | 5      |
| 2      | 6      | 7      | 8      | 9      | 10     | 11     | 12     |
| 3      | 13     | 14     | 15     | 16     | 17     | 18     | 19     |
| 4      | 20     | 21     | 22     | 23     | 24     | 25     | 26     |
| 5      | 27     | 28     | 29     | 30     | 31     |        |        |

| Februar | Februar | Februar | Februar | Februar | Februar | Februar | Februar |
| Kw      | Mo      | Di      | Mi      | Do      | Fr      | Sa      | So      |
| ------- | ------- | ------- | ------- | ------- | ------- | ------- | ------- |
| 5       |         |         |         |         |         | 1       | 2       |
| 6       | 3       | 4       | 5       | 6       | 7       | 8       | 9       |
| 7       | 10      | 11      | 12      | 13      | 14      | 15      | 16      |
| 8       | 17      | 18      | 19      | 20      | 21      | 22      | 23      |
| 9       | 24      | 25      | 26      | 27      | 28      |         |         |

| März | März | März | März | März | März | März | März |
| Kw   | Mo   | Di   | Mi   | Do   | Fr   | Sa   | So   |
| ---- | ---- | ---- | ---- | ---- | ---- | ---- | ---- |
| 9    |      |      |      |      |      | 1    | 2    |
| 10   | 3    | 4    | 5    | 6    | 7    | 8    | 9    |
| 11   | 10   | 11   | 12   | 13   | 14   | 15   | 16   |
| 12   | 17   | 18   | 19   | 20   | 21   | 22   | 23   |
| 1    | 24   | 25   | 26   | 27   | 28   | 29   | 30   |
| 14   | 31   |      |      |      |      |      |      |

| April | April | April | April | April | April | April | April |
| Kw    | Mo    | Di    | Mi    | Do    | Fr    | Sa    | So    |
| ----- | ----- | ----- | ----- | ----- | ----- | ----- | ----- |
| 14    |       | 1     | 2     | 3     | 4     | 5     | 6     |
| 15    | 7     | 8     | 9     | 10    | 11    | 12    | 13    |
| 16    | 14    | 15    | 16    | 17    | 18    | 19    | 20    |
| 17    | 21    | 22    | 23    | 24    | 25    | 26    | 27    |
| 18    | 28    | 29    | 30    |       |       |       |       |

| Mai | Mai | Mai | Mai | Mai | Mai | Mai | Mai |
| Kw  | Mo  | Di  | Mi  | Do  | Fr  | Sa  | So  |
| --- | --- | --- | --- | --- | --- | --- | --- |
| 18  |     |     |     | 1   | 2   | 3   | 4   |
| 19  | 5   | 6   | 7   | 8   | 9   | 10  | 11  |
| 20  | 12  | 13  | 14  | 15  | 16  | 17  | 18  |
| 21  | 19  | 20  | 21  | 22  | 23  | 24  | 25  |
| 22  | 26  | 27  | 28  | 29  | 30  | 31  |     |

| Juni | Juni | Juni | Juni | Juni | Juni | Juni | Juni |
| Kw   | Mo   | Di   | Mi   | Do   | Fr   | Sa   | So   |
| ---- | ---- | ---- | ---- | ---- | ---- | ---- | ---- |
| 22   |      |      |      |      |      |      | 1    |
| 23   | 2    | 3    | 4    | 5    | 6    | 7    | 8    |
| 24   | 9    | 10   | 11   | 12   | 13   | 14   | 15   |
| 25   | 16   | 17   | 18   | 19   | 20   | 21   | 22   |
| 26   | 23   | 24   | 25   | 26   | 27   | 28   | 29   |
| 27   | 30   |      |      |      |      |      |      |

| Juli | Juli | Juli | Juli | Juli | Juli | Juli | Juli |
| Kw   | Mo   | Di   | Mi   | Do   | Fr   | Sa   | So   |
| ---- | ---- | ---- | ---- | ---- | ---- | ---- | ---- |
| 27   |      | 1    | 2    | 3    | 4    | 5    | 6    |
| 2    | 7    | 8    | 9    | 10   | 11   | 12   | 13   |
| 29   | 14   | 15   | 16   | 17   | 18   | 19   | 20   |
| 30   | 21   | 22   | 23   | 24   | 25   | 26   | 27   |
| 31   | 28   | 29   | 30   | 31   |      |      |      |

| August | August | August | August | August | August | August | August |
| Kw     | Mo     | Di     | Mi     | Do     | Fr     | Sa     | So     |
| ------ | ------ | ------ | ------ | ------ | ------ | ------ | ------ |
| 31     |        |        |        |        | 1      | 2      | 3      |
| 32     | 4      | 5      | 6      | 7      | 8      | 9      | 10     |
| 33     | 11     | 12     | 13     | 14     | 15     | 16     | 17     |
| 34     | 18     | 19     | 20     | 21     | 22     | 23     | 24     |
| 35     | 25     | 26     | 27     | 28     | 29     | 30     | 31     |

| September | September | September | September | September | September | September | September |
| Kw        | Mo        | Di        | Mi        | Do        | Fr        | Sa        | So        |
| --------- | --------- | --------- | --------- | --------- | --------- | --------- | --------- |
| 36        | 1         | 2         | 3         | 4         | 5         | 6         | 7         |
| 37        | 8         | 9         | 10        | 11        | 12        | 13        | 14        |
| 38        | 15        | 16        | 17        | 18        | 19        | 20        | 21        |
| 39        | 22        | 23        | 24        | 25        | 26        | 27        | 28        |
| 40        | 29        | 30        |           |           |           |           |           |

| Oktober | Oktober | Oktober | Oktober | Oktober | Oktober | Oktober | Oktober |
| Kw      | Mo      | Di      | Mi      | Do      | Fr      | Sa      | So      |
| ------- | ------- | ------- | ------- | ------- | ------- | ------- | ------- |
| 40      |         |         | 1       | 2       | 3       | 4       | 5       |
| 41      | 6       | 7       | 8       | 9       | 10      | 11      | 12      |
| 42      | 13      | 14      | 15      | 16      | 17      | 18      | 19      |
| 43      | 20      | 21      | 22      | 23      | 24      | 25      | 26      |
| 44      | 27      | 28      | 29      | 30      | 31      |         |         |

| November | November | November | November | November | November | November | November |
| Kw       | Mo       | Di       | Mi       | Do       | Fr       | Sa       | So       |
| -------- | -------- | -------- | -------- | -------- | -------- | -------- | -------- |
| 44       |          |          |          |          |          | 1        | 2        |
| 45       | 3        | 4        | 5        | 6        | 7        | 8        | 9        |
| 46       | 10       | 11       | 12       | 13       | 14       | 15       | 16       |
| 47       | 17       | 18       | 19       | 20       | 21       | 22       | 23       |
| 48       | 24       | 25       | 26       | 27       | 28       | 29       | 30       |

| Dezember | Dezember | Dezember | Dezember | Dezember | Dezember | Dezember | Dezember |
| Kw       | Mo       | Di       | Mi       | Do       | Fr       | Sa       | So       |
| -------- | -------- | -------- | -------- | -------- | -------- | -------- | -------- |
| 49       | 1        | 2        | 3        | 4        | 5        | 6        | 7        |
| 50       | 8        | 9        | 10       | 11       | 12       | 13       | 14       |
| 51       | 15       | 16       | 17       | 18       | 19       | 20       | 21       |
| 52       | 22       | 23       | 24       | 25       | 26       | 27       | 28       |
| 1        | 29       | 30       | 31       |          |          |          |          |

## Ereignisse

### Politik und Weltgeschehen

#### Heiliges Römisches Reich/Dänemark
- 4. Juni: Papst Urban V. krönt Kaiser Karl IV. in Arles zum König von Burgund.
- 22. November: Den Frieden von Vordingborg schließt die Hanse mit König Waldemar IV. von Dänemark, um ihre ungünstige Situation im Ersten Waldemarkrieg zu mildern.
- Albrecht IV. wird Erzherzog von Österreich.

#### Kreuzzüge
- Eine Kreuzzugsflotte bricht von Venedig auf und versammelt sich bis Anfang September auf Rhodos. Dort werden die Kreuzfahrer durch die Flotte und Armee von König Peter I. von Zypern sowie um die auf Rhodos ansässigen Ritter des Hospitaliter-Ordens verstärkt. Der Kreuzzug gegen Alexandria ist der größte seit dem Dritten Kreuzzug fast zweihundert Jahre früher. Erst nach dem Aufbruch gibt Peter I. mit der ägyptischen Hafenstadt Alexandria das Ziel bekannt.
- 9. Oktober: Wenige Tage nach der Ankunft vor Alexandria wird die Stadt gestürmt, nachdem es den Kreuzfahrern gelungen ist, die Stadtmauer an einer unbewachten Stelle zu überwinden. Die Kreuzfahrer plündern und zerstören die Stadt in den folgenden Tagen, die Bevölkerung wird massakriert oder verschleppt. Als sich am 12. Oktober ein mamlukisches Entsatzheer nähert, bringen die Kreuzfahrer ihre Beute und die Gefangenen auf ihre Schiffe und ziehen sich nach Zypern zurück.
- Von Zypern aus beabsichtigt Peter I. nun einen Angriff auf Beirut, gibt sein Vorhaben aber auf, nachdem ihm die Republik Venedig eine hohe Entschädigung angeboten hat, die um ihre Handelsroute nach Damaskus fürchtet.

#### Republik Venedig

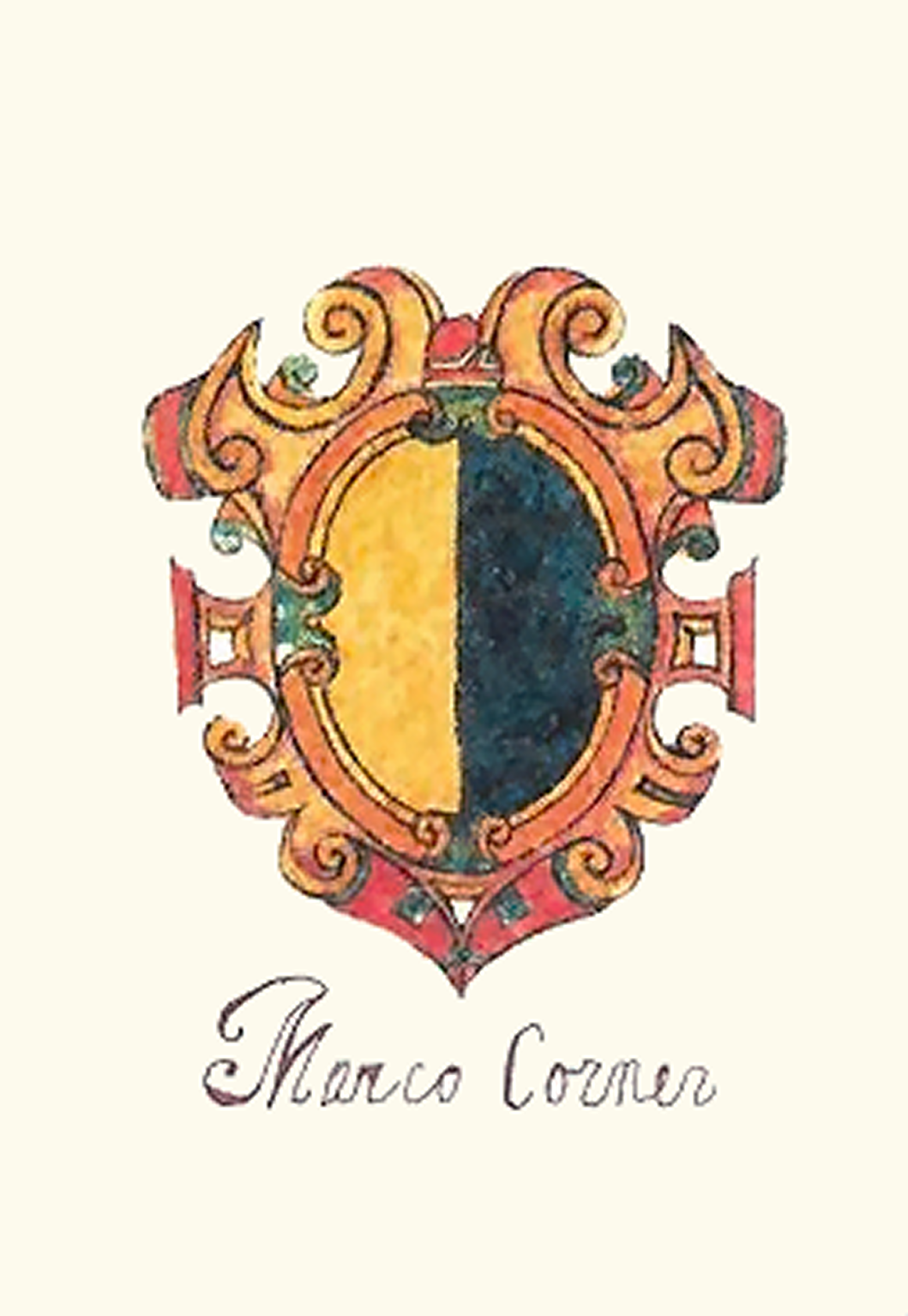
Wappen Marco Corners

- 10. August: Venezianische Kolonien: Die aufständischen venezianischen Siedler auf Kreta erklären dem byzantinischen Kaiser Johannes V. die Treue, doch verschrecken sie diesen, als sie sich als Vorkämpfer der Orthodoxie gegen den Lateinischen Katholizismus gerieren. Die Aufständischen ziehen sich nach ihrer Niederlage im Vorjahr in die Berge zurück und beginnen einen Guerillakrieg.
- 18. Juli: Lorenzo Celsi, der Doge von Venedig, stirbt. Zu seinem Nachfolger wird der 80-jährige Marco Corner gewählt.

#### Weitere Ereignisse in Europa
- Karl V. von Frankreich gelingt es, die seit 1360 beschäftigungslos gewordenen Söldnerscharen, die in Banden marodierend durchs Land ziehen, in Kastilien kämpfen zu lassen.
- Papst Urban V. fordert den rückständigen Tribut für das 1213 an König Johann ohne Land gegebene päpstliche Lehen England. Die Forderung wird vom englischen König Edward III. und dem Parlament abgelehnt und von John Wyclif in einer Schrift öffentlich bekämpft.

#### Ersturkundliche Erwähnungen
- Gächliwil wird erstmals urkundlich erwähnt.
- Erste urkundliche Erwähnung von Bartholomä
- Der Bau der Willibaldsburg in Eichstätt wird vollendet.

### Wissenschaft und Technik
- 12. März: Herzog Rudolf IV., der Stifter, und seine Brüder Albrecht und Leopold unterzeichnen die Gründungsurkunde der Universität Wien. Sie ist damit nach der Karls-Universität Prag die zweitälteste Universität im Heiligen Römischen Reich und die älteste noch existierende Universität im deutschen Sprachraum. Die Vorlesungen finden anfangs in der Bürgerschule zu St. Stephan statt.

Kaiser Karl IV "belehnt am 13. April 1335 in Nürnberg „auf Bitten Ludwigs des Jüngeren Grafen zu Oettingen Ulrich Grafen von Helfenstein den Jüngeren und dessen Lehenserben mit allem Eisenwerk in dessen Herrschaft und Wildbann an der Brenz, am Kocher oder anderswo“. Damit beginnt der Bergbau auf der Ostalb (im Raum Aalen und Königsbronn).

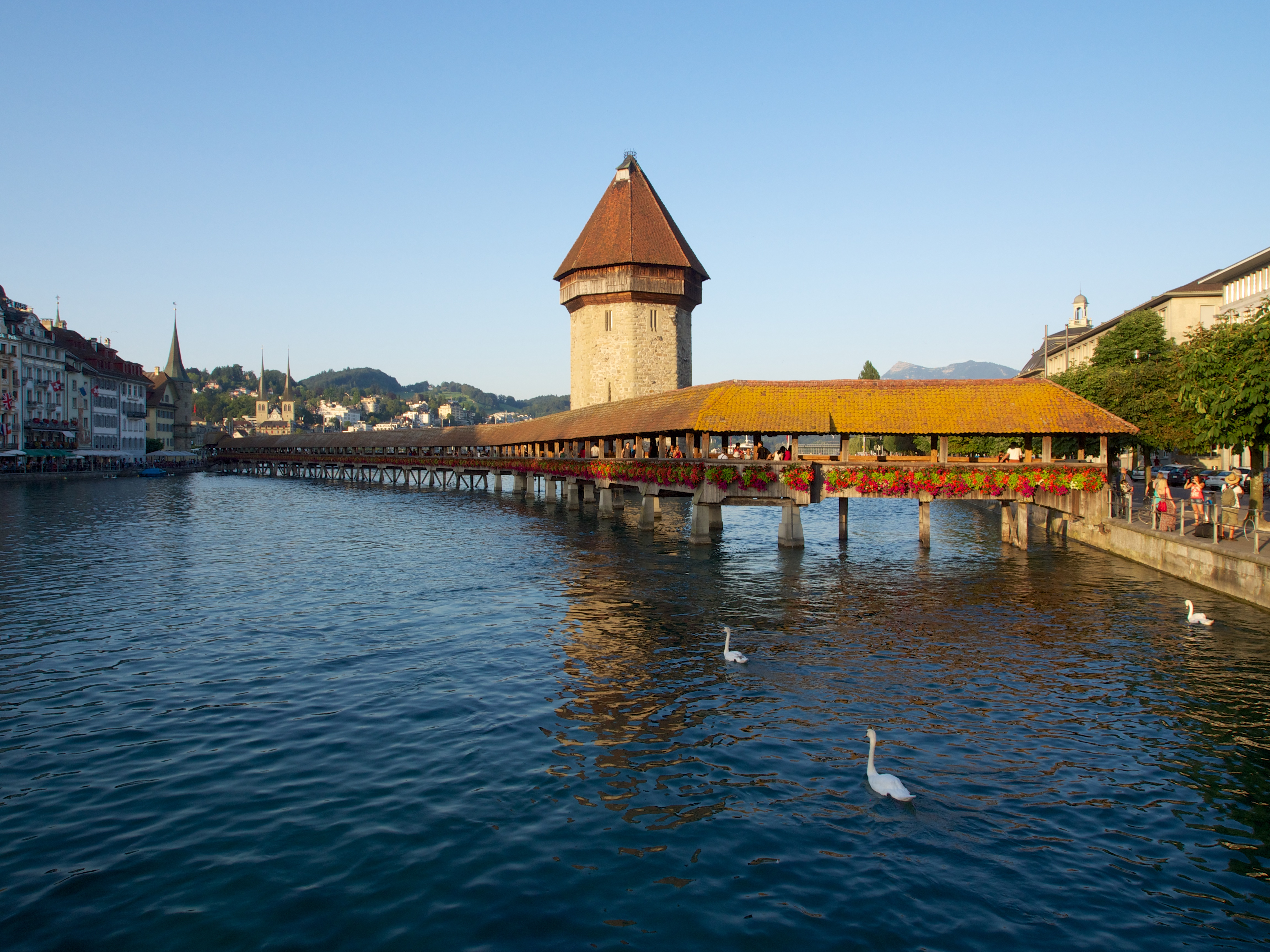
Kapellbrücke

- um 1365: Die Kapellbrücke in Luzern wird als Wehrgang gebaut.

### Religion
- Der Hildesheimer Bischof Johann Schadland wird auf eigenen Wunsch an das Bistum Worms versetzt, da er sich den Angriffen von Herzog Magnus I. von Braunschweig-Wolfenbüttel nicht mehr gewachsen sieht.
- Gerhard von Berg, bisher Bischof von Verden, wird neuer Bischof in Hildesheim.

## Geboren

### Geburtsdatum gesichert
- 5. April: Wilhelm II., Herzog von Straubing-Holland († 1417)

### Genaues Geburtsdatum unbekannt
- ʿAbd al-Karīm al-Dschīlī, Sufi und Mystiker († 1424)
- Chen Cheng, chinesischer Diplomat der Ming-Dynastie († 1457)
- Elisabeth, Gräfin von Sponheim und Vianden († 1417)
- Hermann II., Graf von Cilli, Ortenburg und erblicher Ban von Slawonien († 1435)
- Niccolò Niccoli, Florentiner Kaufmann und Humanist († 1437)
- Christer Nilsson, schwedischer Reichsrat, Ritter, Statthalter, Drost und Reichshauptmann († 1442)
- Violante von Bar, Königin von Aragón († 1431)
- Magister Wigbold, deutscher Seeräuber und Anführer der Vitalienbrüder († 1401)

### Geboren um 1365
- Jakob Rodewitz, deutscher Rechtswissenschaftler († um 1431)
- John de Ros, englischer Adeliger und Politiker († um 1394)

## Gestorben

### Todesdatum gesichert
- 01. Mai: Konrad III., Graf von Rietberg
- 28. Mai: Roger de Pins, Großmeister der Johanniter
- 30. Juni: Johann II. Senn von Münsingen, Bischof von Basel (* um 1308)
- 18. Juli: Lorenzo Celsi, Doge von Venedig
- 25. Juli: Friedrich I., Graf von Weimar-Orlamünde
- 27. Juli: Rudolf IV., Herzog von Österreich (* 1339)
- 12. August: Ortolf von Weißeneck, Erzbischof von Salzburg
- 22. August: Barnim IV., Herzog von Pommern-Wolgast-Rügen (* 1325)
- 03. September: Rudolf II. von Anhalt, Bischof von Schwerin
- 13. September: Johann II. von Lichtenberg, Bischof von Straßburg (* 1300/1305)
- 16. September: Berthold von Zollern, Bischof von Eichstätt (* 1320)
- 12. Oktober: Beatrix von Sizilien-Aragon, Prinzessin von Sizilien-Aragon und Pfalzgräfin bei Rhein (* 1326)
- 08. November: Niccolò Acciaiuoli, italienischer Staatsmann (* 1310)
- 05. Dezember: Thomas de Lucy, englischer Adeliger und Militär
- 08. Dezember: Nikolaus II., Herzog von Troppau (* um 1288)
- 17. Dezember: Hermann Gallin, Kaufmann und Bürgermeister der Hansestadt Lübeck

### Genaues Todesdatum unbekannt
- vor dem 20. Januar: Johann, Graf von Nassau-Hadamar
- Januar oder Februar: Branko Mladenović, serbischer Magnat und Provinzgouverneur
- nach dem 9. März: Friedrich der Straßburger, Graf von Hohenzollern
- vermutlich März: Jean Bertrand, Bischof von Lausanne und Erzbischof von Tarentaise
- Juli: Benintendi de’ Ravegnani, Großkanzler Venedigs
- Anna von Savoyen, Kaiserin von Byzanz (* um 1306)
- Dietrich von Kothe, Bischof von Brandenburg
- Heinrich von Joinville, Graf von Vaudémont (* 1327)
- Leontius Pilatus, erster Lehrstuhlinhaber für die Griechische Sprache in Westeuropa und erster Übersetzer der Werke Homers ins Lateinische (* um 1310)
- Francesco Traini, italienischer Maler (* 1321)
- Gottschalk Warendorp, Kaufmann und Ratsherr der Hansestadt Lübeck

### Gestorben um 1365
- Johann Dargetzow, Bürgermeister der Hansestadt Wismar